# Синагога у Бијељини
 Синагога у Бијељини  је јудаистички вјерски објекат, који је постојао у граду Бијељини. Синагога је уништена за вријеме Другог свјетског рата, као и многобројна јеврејска заједница на територији Бијељине.
Синагога у Бијељини је саграђена почетком 20. вијека, у једној од бијељинских махала, тадашњег назива Букреш. Насељавање првих Јевреја на територију Семберије, почело је око 1850. године, када су у Бијељину досељени Јевреји из Скопља, Солуна и Сарајева. Прве забиљежене јеврејске породице у Бијељини су биле: Салом, Данон, Алтарац и Алкалај. Јевреји Сефарди су се први населили у Бијељини, што доказује и попис из 1864. када су у Бијељини пописане 64 мушке главе. У периоду након 1878. и Берлинског конгреса, у Бијељину се досељавају и Јевреји Ашкенази, са територије Њемачке. Сефарди су били далеко бројнији, па је од њих кренула и идеја о изградњи првог јеврејског храма у Бијељини, што је у почетним годинама 20. вијека и реализовано.
Храм је током Другог свјетског рата у потпуности девастиран, а бројно јеврејско становништво је интернирано у нацистичке логоре, тако да су трагови Јевреја у Бијељини потпуно избрисани. Један од посјетника на некадашње присуство Јевреја у овом граду је спомен-плоча на простору на ком се налазила синагога, као и Јеврејско гробље.